# Carlos Franqui

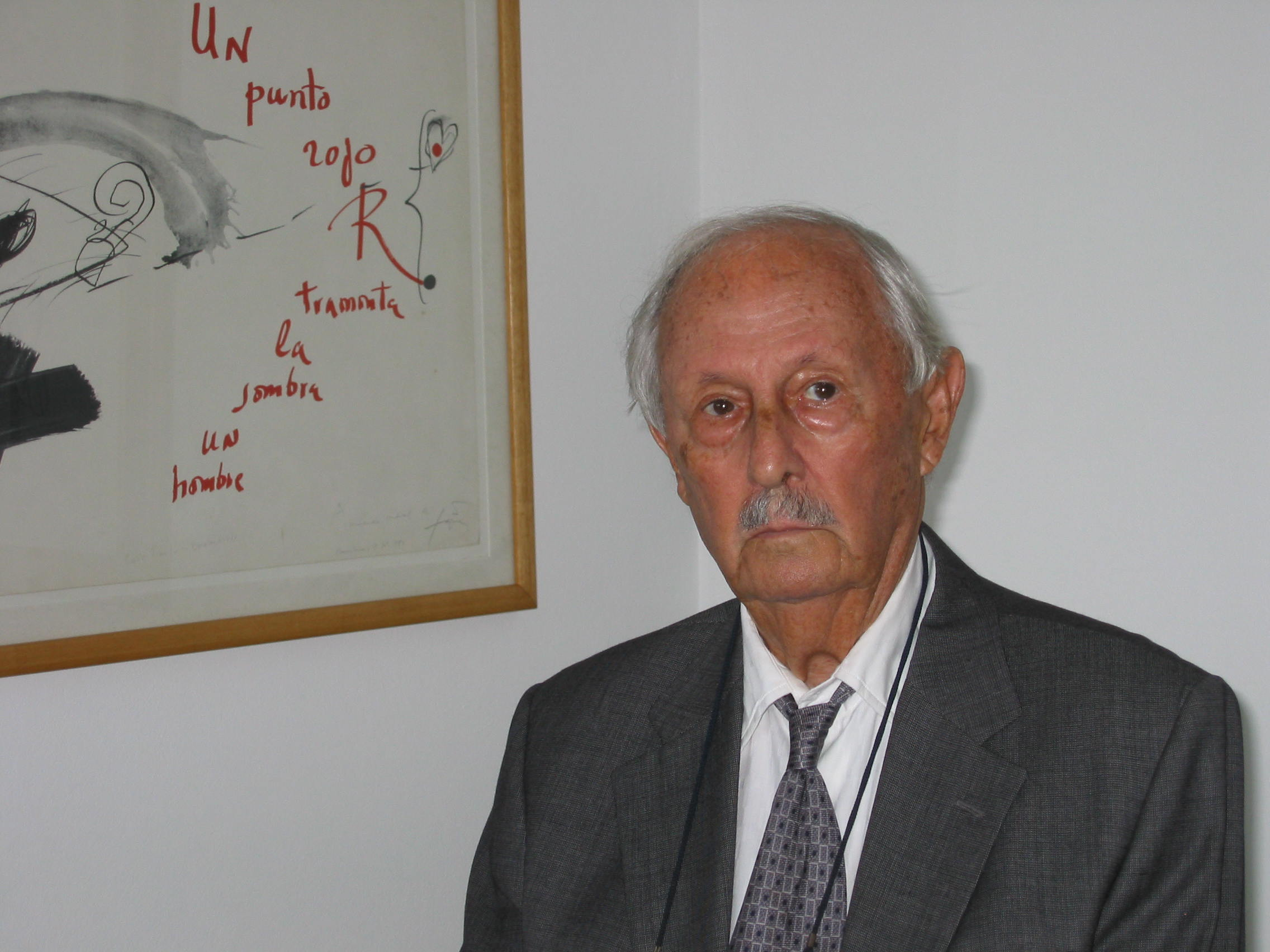
Carlos Franqui (2006)

Carlos Franqui (* 4. Dezember 1921 in Clavellinas (bei Cifuentes), Provinz Las Villas; † 16. April 2010 in San Juan, Puerto Rico) war ein bedeutender kubanischer Poet, Schriftsteller, Journalist und Kunstkritiker, der als Publizist der revolutionären Bewegung des 26. Juli eine wichtige Rolle bei der Machtübernahme Fidel Castros leistete, sich ab 1968 aber offen gegen dessen Politik wandte. 

## Leben

### Bis 1958
Carlos Franqui wurde 1921 als Sohn kubanischer Bauern geboren. Dank eines Stipendiums konnte er in Havanna studieren und arbeitete dort als Redakteur für die Tageszeitung Hoy („Heute“) der Kommunistischen Partei Kubas (PSP), bis er die Partei 1946 im Streit verließ. 1947 nahm er gemeinsam mit Fidel Castro an einer bewaffneten Expedition teil, die sich gegen Rafael Trujillo richtete, den Diktator der Dominikanischen Republik, die jedoch früh scheiterte. In den frühen 1950er Jahren arbeitete er für die politische und kulturelle Wochenzeitung Carteles. Nach dem Militärputsch von Fulgencio Batista im März 1952 beteiligte er sich aktiv an der Widerstandsbewegung. Nach Festnahme und erlittener Folter ging er ins Exil nach Mexiko und Florida, von wo aus er Waffen- und Geldlieferungen an die Untergrundkämpfer in seiner Heimat organisierte. Ab 1958 kämpfte er als Mitglied der Bewegung des 26. Juli an der Seite Fidel Castros in der Sierra Maestra und diente ihm als Berater und Organisator der Öffentlichkeitsarbeit. So leitete Franqui das Radio Rebelde und gründete die Guerilla-Zeitung Revolución als Organ der Bewegung.

### Ab 1959
Schon kurz nach der Revolution war er nicht immer einverstanden mit der offiziellen Linie und beobachtete insbesondere die zunehmende Konzentration der politischen Herrschaft in Händen Fidel Castros und die Einbindung von Funktionären der Kommunistischen Partei mit Sorge. Nach der Flucht Batistas und der folgenden Machtübernahme durch die Revolutionäre erschien Revolución als offizielle Tageszeitung. Ein prominenter, von Franqui verteidigter Freiraum für kulturelle Debatten in der von ihm geleiteten Zeitung war die wöchentliche Literaturbeilage Lunes de Revolución. Sie wurde vom Schriftsteller Guillermo Cabrera Infante verantwortet, wurde allerdings schon 1961 eingestellt. 1963 gab Franqui unter wachsendem Druck seinen Posten auf, zwei Jahre später wurde Revolución mit der Zeitung Hoy zu Granma fusioniert, dem neuen Parteiorgan der Kommunistischen Partei Kubas. Franqui wirkte ab 1963 als inoffizieller Kulturbotschafter der kubanischen Revolution in Europa, traf dort Intellektuelle und Künstler wie Pablo Picasso, Joan Miró, Alexander Calder und Jean-Paul Sartre. Er förderte den Austausch zwischen Kuba und der zeitgenössischen Kunst Europas und stand damit im Widerspruch zum von der Sowjetunion als Gegenmodell propagierten Sozialistischen Realismus.

### Ab 1968
Als Castro 1968 den Einmarsch der Truppen des Warschauer Paktes in die Tschechoslowakei gut hieß, überwarf Franqui sich mit dem kubanischen Regime und ging nach Italien ins Exil. Seit dieser Zeit hat sein Schaffen als Schriftsteller und Poet deutlich zugenommen. In den folgenden Jahren war er ein bedeutender Aktivist gegen das Regime unter Castro: Vor allem seine aktive Rolle bei der Revolution verhalf ihm zu gesteigerter Glaubwürdigkeit. Seit Anfang der 1990er Jahre lebte er halb zurückgezogen in Puerto Rico im Exil und gab bis zu seinem Tod die Carta de Cuba heraus, eine vierteljährliche Zeitschrift mit herausragenden journalistischen Beiträgen aus Kuba.

## Werke (Auswahl)
- Cuba: Le livre des Douze. (Spanische Ausgabe: El libro de los doce), Gallimard, Paris 1965.
- Relatos: revolución cubana. Sandino, Montevideo 1970.
- Diario de la revolución cubana. (Englische Ausgabe: Diary of the Cuban Revolution), R. Torres, Barcelona 1976.
- Retrato de familia con Fidel. (Englische Ausgabe: Family Portrait with Fidel. A memoir), Seix Barral, Barcelona 1981.
- Vida, Aventuras y Desastres de un Hombre llamado Castro. Planeta, Barcelona 1988, ISBN 978-8432044267.
- Mirar las palabras. Cocodrilo Verde, Madrid 2000.
- Camilo Cienfuegos. Seix Barral, Barcelona 2001, ISBN 978-8432208614.
- Cuba, La Revolución. Mito o Realidad; memorias de un fantasma socialista. Penínsular Ediciones, Barcelona 2006, ISBN 84-8307-725-6.